# Piotr Bączkowski
Piotr Bączkowski (ur. 28 kwietnia 1841 w Nowym Belęcinie koło Gostynia, zm. 13 marca 1894 w Kościanie) – polski duchowny katolicki, działacz społeczny, proboszcz kościański.
Był synem wójta w Nowym Belęcinie Wojciecha i Jadwigi z domu Kołążna. Uczęszczał do gimnazjum w Krotoszynie, następnie studiował w Arcybiskupim Seminarium Duchownym w Poznaniu i Gnieźnie. W 1868 przyjął święcenia kapłańskie. Pracował początkowo jako wikariusz w Grodzisku Wielkopolskim, a od 1870 jako mansjonarz w Kościanie.
W czasie jego pracy duszpasterskiej w Kościanie doszło do konfliktu między wiernymi a narzuconym przez rząd w ramach polityki Kulturkampfu proboszczem Juliuszem Brenkiem. Proboszcz, który zastąpił zmarłego we wrześniu 1876 ks. Armina Welnitza, placówkę swoją obejmował w asyście policyjnej; nie znalazł wspólnego języka z wiernymi, którzy korzystali z posługi duszpasterskiej dwóch mansjonarzy, ks. Bączkowskiego i ks. Józefa Bielskiego. Zrażony postępowaniem obu polskich księży proboszcz Brenk doprowadził do skazania ich na opuszczenie Wielkopolski w styczniu 1877. Postawiono im także zarzuty kryminalne, ale od nich sąd wydał wyrok uniewinniający. 
Po rocznym pobycie na Śląsku Bączkowski powrócił do Kościana i działalności duszpasterskiej tamże. Niezmiennie pozostawał w konflikcie z proboszczem, na którego pracę duszpasterską skarżył się w pismach do kurii (w 1886 zarzucał, że „w ciągu 10 lat panowania w Kościanie Brenk udzielił tylko jednego chrztu, jednego ślubu i odprawił tylko jeden pogrzeb”). Sytuacja w Kościanie stała się przedmiotem interpelacji koła polskiego w sejmie pruskim, głos zabierał m.in. ks. Florian Stablewski, przyszły arcybiskup.
Jeszcze w okresie Kulturkampfu Bączkowski otrzymał nominację na proboszcza w miejsce Brenka, ale objąć parafię mógł dopiero w lipcu 1889, kiedy poprzednik wyjechał z Kościana, zaopatrzony w rządową emeryturę. Jako nowy gospodarz parafii przystąpił w 1892 do odnowienia fary kościańskiej (prace, obejmujące rekonstrukcję sklepień i przebudowę filarów, zakończyły się już po śmierci Bączkowskiego). W 1873 brał udział w tworzeniu Towarzystwa Przemysłowego w Kościanie. Zasiadał też w radzie nadzorczej miejscowego Banku Ludowego.
Zmarł w marcu 1894 i pochowany został w Kościanie, nagrobek opatrzono napisem „Szermierz w walce kulturnej”. Po 1918 imię Bączkowskiego otrzymała jedna z ulic w Kościanie.